# Chiesa di Santa Margherita (Buriano)
La chiesa di Santa Margherita era un edificio religioso situato nel territorio comunale di Castiglione della Pescaia, presso la frazione di Buriano. La sua esatta ubicazione era sull'omonimo colle che si eleva nelle vicinanze dell'abitato.
Di origini medievali, la chiesa è citata per la prima volta in un documento datato 1188, quando rientrava già nella Diocesi di Grosseto. Nel corso del Duecento risultava, al pari della non lontana chiesa di Sant'Andrea, una suffraganea della pieve di Santa Maria Assunta a Buriano, situata in prossimità dell'accesso inferiore all'insediamento castellano. Quasi certamente in epoca quattrocentesca, la chiesa fu gradualmente abbandonata a vantaggio della pieve che era situata in posizione centrale, andando incontro ad un lento ma inesorabile degrado fino alla sua definitiva scomparsa.
Della chiesa di Santa Margherita sono state completamente perse tutte le tracce, pur essendo facilmente identificabile l'area in cui sorgeva in epoca medievale, grazie al toponimo acquisito dalla località in cui era ubicato l'antico edificio religioso.